# Giampietro Stocco
Giampietro Stocco (* 13. August 1961 in Rom) ist ein italienischer Schriftsteller und RAI-Journalist, der als Autor vor allem mit Science-Fiction- und Alternativweltgeschichte-Romanen hervortrat.

## Leben
Stocco wuchs in Rom auf. Er graduierte mit einem Abschluss in Politikwissenschaft an der Universität La Sapienza in Rom mit einer Arbeit über nationale und ethnische Minderheiten in Europa; Schwerpunkt waren Südtirol und Schleswig-Holstein. Seinen Master in zeitgenössischer Geschichtswissenschaft studierte er 1987–1989 in Dänemark an der Syddansk Universitet in Odense, an der Universität Roskilde und am Institut für Grenzregionsforschung in Aabenraa.
Er lebt in Genua, wo er seit 1991 im Brotberuf als Journalist des staatlichen italienischen RAI beim Fernsehen arbeitet.
Sein erster Roman, Nero Italiano, kam 2003 heraus. Der zweite Roman, Dea del Caos (2005), wurde 2006 vom genovesischen Teatro Garage in einer Bühnenfassung unter der Regie von Lorenzo Costa in Finale Ligure aufgeführt. Seither kamen in 1–2-jährigem Abstand weitere Romane von ihm auf den Buchmarkt.

## Werke
- Nero Italiano, Roman, Fratelli Frilli Editori, Genua 2003
- Dea del Caos, Roman, Fratelli Frilli, 2005
- Figlio della Schiera, Roman, Chinaski, 2007
- Dalle mie ceneri, Roman, Delos Books, 2008
- Nuovo Mondo, Roman, Bietti Edizioni, 2010
- Dolly, Roman, Zerounoundici Edizioni, 2012
- La corona perduta, Roman, Cordero Editore, 2013

## Belege
1. ↑  Bühnenchronologie Teatro Garage: 2007, Dea del Caos di Giampietro Stocco, regia di Lorenzo Costa

| Personendaten    | Personendaten                                   |
| ---------------- | ----------------------------------------------- |
| NAME             | Stocco, Giampietro                              |
| KURZBESCHREIBUNG | italienischer Schriftsteller und RAI-Journalist |
| GEBURTSDATUM     | 13. August 1961                                 |
| GEBURTSORT       | Rom                                             |